# 周贽
周贽（？—761年），唐朝安史之乱人物。
乾元二年（759年）正月，史思明在魏州北設壇，称大聖周王（大聖燕王），建元應天，以周贄為行軍司馬。殺安慶緒后，四月，史思明在范阳称大燕應天皇帝，建元順天，妻辛氏為皇后，以史朝義為懷王，周贄為相，李歸仁為將；號范陽為燕京，洛陽為周京，長安為秦京。以州為郡，鑄「順天得一」錢。上元二年（761年）春，史朝义兵变控制了史思明，周贄、許叔冀統後軍屯在福昌，史朝義派許叔冀的儿子許季常前去告知。周贄听说后，大驚仆倒。史朝義領兵還，周贄等來出迎，史朝義讨厌他，殺了周贄。史思明被押送至柳泉驛，被史朝義派人縊殺。史朝義即位。